# Der Bote vom Gardasee

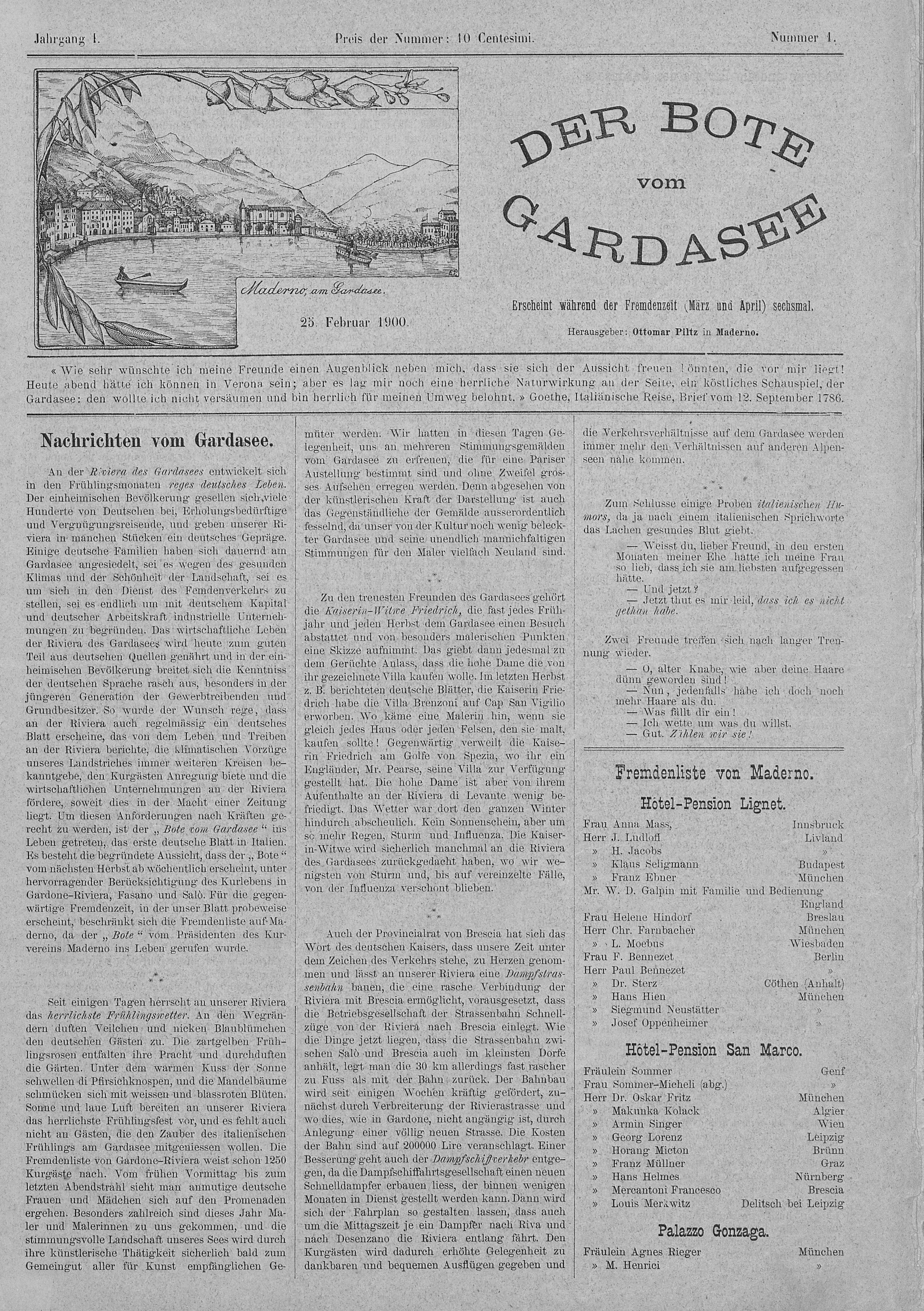
Der Bote vom Gardasee, Annata I, Numero 1, prima pagina

Der Bote vom Gardasee ("Il messaggero del lago di Garda") fu un periodico in lingua tedesca pubblicato sul lago di Garda dal 25 febbraio 1900 al 31 maggio 1914.

## Storia
Der Bote vom Gardasee nacque come mezzo di informazione per i turisti di lingua tedesca presenti sul lago di Garda e come strumento di promozione del territorio. Sulla sponda occidentale del lago si sviluppò infatti, a partire dagli anni ‘80 dell'Ottocento, una fiorente “industria del forestiero”: la Riviera bresciana del Benaco, inizialmente frequentata in quanto luogo salubre e sede di stazioni climatiche per la cura di malattie respiratorie, divenne in breve tempo anche luogo di villeggiatura per turisti provenienti in particolare dalla Germania Guglielmina e dall'Impero asburgico, che ne apprezzavano in particolare le bellezze naturalistiche e il clima mite. Numerose famiglie tedesche, in genere di elevata estrazione culturale e sociale, soggiornarono o si stabilirono in Riviera nei mesi invernali, dando vita ad una vera e propria “colonia” tedesca sul Garda.
Il fondatore e primo editore del periodico fu Ottomar Piltz (1864-1908), giornalista e scrittore tedesco giunto in Italia quale corrispondente della Magdeburger Zeitung e stabilitosi sul Garda negli anni '90 dell'Ottocento a causa di problemi alle vie respiratorie. Piltz, convinto promotore della Riviera, fu inoltre presidente del Comitato di Cura di Maderno, autore di una guida turistica dedicata al Garda (O. Piltz, Gardasee Führer. Mit zahlreichen Abbildungen und Karten, Unione tipo-litografica bresciana, Brescia 1903) e di una raccolta di novelle ambientate sul lago di Garda (O. Piltz, Sommernächte am Gardasee: Skizzen und Novellen, Tipografia Gio. Devoti, Salò 1902). Dal 1903 la direzione di Der Bote vom Gardasee fu affidata al berlinese Martin Birnbaum, anche se Piltz continuò a collaborare con la rivista.
Il periodico cessò di essere pubblicato nel 1914, probabilmente a causa di una malattia di Birnbaum e della complessa situazione storico-politica che avrebbe portato allo scoppio della prima guerra mondiale. 
Tra i visitatori germanofoni del lago di Garda, cui Der Bote vom Gardasee si rivolse, si distinsero non pochi personaggi tedeschi illustri, come ad esempio Re Giorgio di Sassonia, Cosima Wagner, Rosa Luxemburg, Paul Johann Ludwig Heyse, Otto Erich Hartleben, Gerhart Johann Robert Hauptmann e molti altri intellettuali più o meno noti, che non di rado firmarono interventi pubblicati dal periodico stesso.

## Caratteristiche
Der Bote vom Gardasee nacque, nell'ambito dello sviluppo della “industria del forestiero” sul lago di Garda, come strumento per promuovere la Riviera quale luogo di soggiorno e di cura, e per trasmettere ai turisti tedeschi presenti sul lago, in particolare in inverno, notizie d'attualità e informazioni pratiche. 
Il periodico, che nel primo numero si presenta come «das erste deutsche Blatt in Italien» («il primo foglio tedesco in Italia»), veniva stampato dalla Tipografia Gio. Devoti con sede inizialmente a Maderno e, dal settembre 1903, a Salò, e pubblicato ogni domenica con cadenza settimanale in inverno (da ottobre a maggio) e mensile in estate (da giugno a settembre). 
Ciascun numero riporta, alla base del titolo del giornale, il passo con cui Johann Wolfgang von Goethe apre, nel Viaggio in Italia, le pagine dedicate al Garda: «Wie sehr wünschte ich meine Freunde einen Augenblick neben mich, dass sie sich der Aussicht freuen könnten, die vor mir liegt! Heute abend hätte ich können in Verona sein; aber es lag mir noch eine herrliche Naturwirkung an der Seite, ein köstliches Schauspiel, der Gardasee: den wollte ich nicht versäumen und bin herrlich für meinen Unweg belohnt» («Quanto vorrei che i miei amici fossero per un attimo accanto a me e potessero godere della vista che mi sta dinanzi! Stasera avrei potuto raggiungere Verona, ma mi sarei lasciato sfuggire una meraviglia della natura, uno spettacolo incantevole, il lago di Garda; non ho voluto perderlo, e sono stato magnificamente ricompensato di tale diversione»).
Le prime due pagine del periodico contenevano, in genere, contributi di varia natura, tra cui la rubrica Rivierachronik (“cronaca della Riviera”, che proponeva solitamente notizie relative alla cronaca locale e italiana), articoli di approfondimento sulla storia e la cultura locale, e articoli inerenti a tematiche politiche, storiche ed economiche, generalmente legate al mondo tedesco, e, più frequentemente, italiano. Un'importante funzione di intrattenimento per i lettori germanofoni era inoltre affidata ai numerosi contributi di carattere culturale e letterario proposti dal periodico, che pubblicò regolarmente recensioni e consigli bibliografici, notizie teatrali e musicali, informazioni su autori di diverse epoche e testi letterari veri e propri, in particolare poesie e racconti di ambientazione gardesana, spesso ospitati dalla rubrica Feuilleton. Gli articoli erano per lo più anonimi o firmati da Piltz, Birnbaum e altri collaboratori occasionali, tra cui diversi scrittori tedeschi residenti sul lago. 
Der Bote vom Gardasee conteneva infine, a partire dalla terza pagina, informazioni di tipo pratico: dagli orari dei traghetti all'elenco aggiornato degli ospiti stranieri di tutti gli hotel (Fremdenliste), nonché numerose inserzioni pubblicitarie.